# Benzojeva kiselina
Benzojeva kiselina, (benzenkarboksilna kiselina), bijela je, u hladnoj vodi slabo topljiva, kristalna tvar. 
U toploj vodi topljivost joj se povećava. U organskim otapalima etanolu i kloroformu dobro je topljiva. Njezina sol, natrijev benzoat u vodi je dobro topljiv. Upotrebljava se pri konzerviranju hrane, jer u malo kiseloj sredini nastaje benzojeva kiselina koja ima baktericidno djelovanje.